# Stammliste des Hauses Clermont-Tonnerre
Detaillierte Stammliste des Hauses Clermont-Tonnerre.

## Stammliste (Auszug)
Ohne Anschluss:
- Amadeus von Lausanne (Amédée de Clermont dit de Lausanne), † 1159, Bischof von Lausanne, 1710 heiliggesprochen

### Bis Geoffroid II. und die Linie Surgères
1. Sibaud I., Seigneur de Clermont (heute Teil von Chirens) et de Saint Geoire, um 1080 ; ⚭ Adélaïde d'Albon (Haus Albon)
  1. Sibaud II., Seigneur de Clermont et de Saint-Geoire ; ⚭ Helvide de La Chambre
    1. Sibaud III., Seigneur de Clermont et de Saint-Geoire
      1. Amédée (Amé), Seigneur de Clermont et de Saint-Geoire

    2. Guillaume I., Seigneur de Clermont, de Saint-Geoire et de Crespol
      1. Guillaume II., Seigneur de Clermont, de Saint-Geoire et de Crespol
        1. Sibaud IV., Seigneur de Clermont et de Saint-Geoire ; ⚭ April 1220 Béatrix Dame de Virieu, Tochter von Mathieu, Seigneur de Virieu.
          1. Aynard I Seigneur de Clermont, de Saint-Geoire et de Virieu ; ⚭ 1256 Alix Tochter von Etienne Seigneur de Villars
            1. Geoffroid I., † 1333, Seigneur de Clermont, de Saint-Geoire et de Virieu ; ⚭ 1310 Béatrice Tochter von Ludwig I. Baron von Vaud (Waadtland), † 1338 (Haus Savoyen)
              1. Aynard II Seigneur de Clermont, de Saint-Geoire et de Virieu ; ⚭ Agathe Tochter von Aymar IV Comte de Valentinois (Haus Poitiers-Valentinois)
                1. Geoffroid II, Baron de Clermont, Seigneur de Saint-Geoire et de Virieu ; ⚭ 1350 Isabelle Dame de Montoison, Tochter von Guillaume Seigneur de Montoison. – Nachkommen siehe unten
                2. Aymar Seigneur d'Hauterive ; ⚭ Jeanne Dame de Surgères et de Dampierre, Tochter von Guillaume Maingot Seigneur de Surgères
                  1. Joachim Seigneur d'Hauterive, de Surgères et de Dampierre ; ⚭ I 13. Dezember 1379 Isabeau Dame de Bernezay et des Couldreaux, Tochter von Jacques de Surgères Seigneur de La Flocelière ; ⚭ II Jeanne Tochter von Jean Seigneur d'Ausseure.
                    1. (I) Tristan Seigneur de Surgères
                    2. (I) Antoine Seigneur de Surgères ; ⚭ Catherine Tochter von Antoine Comte de Villars
                      1. Odet
                      2. Antoinette Dame de Surgères ; ⚭ I Christophe d’Arien, ⚭ II Antoine Seigneur de Belleville ; ⚭ III Henri de Lévis ; ⚭ IV Jean de Maumont Seigneur de Tonnay-Boutonne
                      3. Louise Dame de Surgères ; ⚭ I Jean Aubin Seigneur de Malicorne ; ⚭ II Roderic de Fonsèque

                    3. (II) François Seigneur de Dampierre et Seigneur d'Hauterive ; ⚭ 23. März 1445 Jeanne Dame de Cursay Tochter von François I Seigneur de Montberon ; ⚭ II Isabeau Chaudrier
                      1. (I) Guillaume ; ⚭ Jeanne Hayte
                      2. (II) Jacques Baron de Dampierre ; ⚭ Claudine Tochter von Guillaume Seigneur de Saint-Seigne.
                        1. Claude, † 1545, Baron de Dampierre ; ⚭ Jeanne Tochter von André de Vivonne Baron de La Châtaigneraie, † 1583.
                          1. Claude-Catherine, Baronne de Dampierre ; ⚭ I Jean III Baron d'Annebaut, † 1562 ; ⚭ II 4. September 1565 Albert de Gondi, duc de Retz, † 1602.

                      3. (II) Louise ; ⚭ Jean de Sainte-Maure Seigneur de Jonzac.
                      4. (II) Catherine ; ⚭ Juni 1513 Gui Seigneur de Mareuil.

                    4. (II) Marguerite Dame de Migré et de Parançais ; ⚭ Guillaume de Coudun

                  2. Charles Seigneur de Mortemer

                3. Sibille ; ⚭ Odebert Seigneur de Châteauneuf
                4. Béatrix ; ⚭ Amédée Seigneur de Mirebel

              2. Guillaume
              3. Sibaud, Vicomte de Vienne
              4. Louis, Kanoniker
              5. Geoffroid, Kanoniker
              6. Édouard, Herr von Crossland
              7. Jeanne ; ⚭ Aynard Seigneur de Bressieu
              8. Béatrix ; ⚭ Artaud Seigneur de Clavaison
              9. Éliane, Nonne

            2. Guillaume
            3. Humbert
            4. Marguerite ⚭ I Pierre de Morestel ; ⚭ II Humbert de Montbel Seigneur d'Entremons
            5. Agnès ; ⚭ Humbert Seigneur de Maubec
            6. Alix ; ⚭ Gui de Montluel Seigneur de Châtillon
            7. Alix La Jeune ; ⚭ Aymon Payen Seigneur d'Argental
            8. Catherine ; ⚭ Ebles Seigneur d'Aoust
            9. Jacqueline ; ⚭ NN de Roussillon Seigneur d'Anjo

          2. Guillaume
          3. Sibaud
          4. Sohn

        2. Aynard, Abbé de Saint-Chef
        3. Guillaume

    3. Hugues

  2. Geoffroy (Sofred)

### Die Grafen von Clermont und Tonnerre und die Herzöge von Clermont-Tonnerre
1. Geoffroid II, Baron de Clermont, Seigneur de Saint-Geoire et de Virieu ; ⚭ 1350 Isabelle Dame de Montoison Tochter von Guillaume Seigneur de Montoison. – Vorfahren siehe oben
  1. Aynard III Baron de Clermont, Vicomte de Clermont, Seigneur de Saint-Geoire et de Virieu ; ⚭ I 13. März 1376 Jeanne Tochter von Pierre de Gerbais Seigneur de Châteauneuf ; ⚭ II 17. Oktober 1403 Louise Tochter von Geoffroid Seigneur de Bressieu ; ⚭ 5. September 1421 Alix Tochter von Antoine de Seyssel Seigneur d'Aix
    1. (I) Geoffroid
    2. (II) Georges Seigneur de Bressieu
    3. Antoine I., Baron de Clermont, Vicomte de Clermont et Seigneur de Saint-Geoire et de Virieu ; ⚭ 25. März 1439 Françoise Vicomtesse de Tallard, Tochter von Jean de Sassenage (Haus Sassenage)
      1. Louis, Baron de Clermont, Vicomte de Clermont, Seigneur de Saint-Geoire et de Virieu ; ⚭ 1490 Catherine de Montauban
        1. Antoine II., † 1530, Baron de Clermont, Vicomte de Clermont, Seigneur de Saint-Geoire et de Virieu, ⚭ 1516 Anne Tochter von Jean Seigneur de Saint-Vallier (Haus Poitiers-Valentinois)
          1. Claude, † 1540, Baron de Clermont, Vicomte de Clermont, Seigneur de Saint-Geoire et de Virieu
          2. Françoise, Nonne
          3. Catherine, Äbtissin von Montmartre
          4. Marguerite, Äbtissin von Saint-Pierre de Lyon
          5. Anne, † 13. August 1577 ; ⚭ I 12. März 1540 René de Beauvilliers, Comte de Saint-Aignan, † 1557 ; ⚭ II François du Quesnel Seigneur de Coupigny
          6. Philiberte, * 1527, † 10. Dezember 1604 ; ⚭ I Jean d'Ancezune Seigneur de Caderousse ; ⚭II 27. April 1554 François-Armand Vicomte de Polignac, † 1582 (Haus Chalençon)

        2. Françoise ; ⚭ 17. August 1526 Pierre de Moyria Seigneur de Châtillon.
        3. Antoinette ; ⚭ Gaspard de Montauban Seigneur d'Aix

      2. Bernardin, Vicomte de Tallard, Seigneur de Saint-André-en-Royans ; ⚭ 13. Februar 1496 Anne de Husson, Tochter von Charles de Husson Comte de Tonnerre
        1. Antoine III., † 1578, Baron, dann Januar 1547 Comte de Clermont, Vicomte de Tallard, Seigneur d'Ancy-le-Franc ; ⚭ 13. April 1532 Françoise Tochter von Jean Seigneur de Saint-Vallier (Haus Poitiers-Valentinois)
          1. Claude, † 1569, Vicomte de Tallard
          2. Henri Antoine, * 1540, Comte de Clermont, † 1573 bei der Belagerung von La Rochelle, 1. Mai 1571 Duc de Clermont, und Comte de Tonnerre, 10. Juni 1572 (durch Übertragung des Titels Clermont) Duc de Tonnerre, Pair de France ; ⚭ 17. Mai 1570 Diane, Tochter von Robert IV. de La Marck, duc de Bouillon (Haus Mark)
            1. Charles-Henri, † April 1640, Comte de Clermont et de Tonnerre, Baron de Cruzy, Seigneur d'Ancy-le-Franc, Vicomte de Tallard ; ⚭ 27. März 1597 Catherine Tochter von François d'Escoubleau Marquis de Sourdis
              1. François, * 1600, † 24. September 1679, Comte de Clermont, de Tonnerre, Baron d'Ancy-le-Franc et, de Leignes, Seigneur de Chassignelles, de Cusy, de Griselles, de Chaunes, de Fulvy et de Mannes ; ⚭ Marie Tochter von Jacques Vignier Baron de Saint-Liébault, * 1603, † 1. Oktober 1679
                1. Charles-Henri Comte de Clermont, X 1647
                2. Jacques, † 1682, Comte de Clermont et de Tonnerre, Baron d'Ancy-le-Franc, ⚭ Françoise Dame de Tullins, de La Bastie, de Montgascon, de Romagneu et de Saint-Marcel, Tochter von François de Fleard Baron de Pressins, † 21. August 1698
                  1. François-Joseph, † 30. Oktober 1705, Comte de Clermont et de Tonnerre ; ⚭ 1688 Marie Tochter von Adrien d'Hannyvel Comte de Mannevillette, † 17. Dezember 1727.
                    1. Philippe-Aynard, † 19. August 1751, Comte de Clermont et de Tonnerre, ⚭ 30. Dezember 1708 Geneviève Tochter von Charles Comte de Blanzac, † 1745. (Haus La Rochefoucauld)
                      1. Marie-Madeleine, * 22. Januar 1710, † 1. Februar 1714
                      2. Marie-Charlotte, * 21. August 1721
                      3. Alise-Tranquille, * 3. Januar 1724, † 28. November 1752 ; ⚭ Louis Marquis de Montoison, † 1765 (siehe unten)

                    2. Joseph, * 12. Mai 1704

                  2. François, Bischof von Langres und Pair de France 1695–1724
                  3. Alexandre, † 1717, Malteserordensritter
                  4. Ovide-Louis
                  5. Louise-Madeleine ; ⚭ NN de Musy
                  6. Marie-Madeleine * 1653 † 1712, Äbtissin von Saint-Paul-les-Beauvais von 1691–1712
                  7. Scholastique Nonne
                  8. Leutgarde Nonne

                3. François, * 1629, Bischof von Noyon und Pair de France 1661–15. Februar 1701, 13. Dezember 1694 Mitglied der Académie française
                4. Louis-Alexandre, † 1674, Malteserordensritter
                5. Marie Madeleine *1631 † 1692, Äbtissin von Saint-Paul-les-Beauvais von 1672–1691
                6. Catherine, Nonne

              2. Roger Marquis de Crusy, Baron de Villon ; ⚭ 1614 Gabrielle Tochter von Louis Seigneur de Pernes – Nachkommen siehe unten
              3. Charles-Henri, * 1607, † 8. Juli 1674 ; ⚭ Marguerite Charlotte de Luxembourg, Duchesse de Piney-Luxembourg, Princesse de Tingry, Comtesse de Brienne, de Ligny et de Roussy, Vicomtesse de Machaut, Baronne de Ramerupt, de Piney, d'Hueliers, d’Hedineux, de Vendœuvres, de Montbeson, de Gandelus, Dame dann Baronne de Dangu, Dame de Pongy, de Warneston, de Ghistelles, de Thoré, Henri Duc de Piney-Luxembourg, † 1680 (Haus Luxemburg-Ligny)
                1. Madeleine-Charlotte, † 21. August 1701, 1. März 1661 Duchesse de Piney-Luxembourg, Princesse de Tingry, Baronne de Dangu, Pair de France, ⚭ 17. März 1661 François-Henri de Montmorency, Comte de Bouteville, † 1661 (Stammliste der Montmorency)

              4. Henri, X, Malteserordensritter
              5. Antoine Comte de Dannemoine ; ⚭ Susanne Le Clerc
                1. Charles-Henri, † 1712, Baron de Dannemoine ; ⚭ 10. Juni 1686 Marie Tochter von Edme Joubert
                  1. Marie-Anne, * 29. April 1688, Nonne
                  2. Françoise-Virginie ; ⚭ 1716 Claude Prevost Seigneur de Sonnette.
                  3. Jacques-Charles, * Mai 1699, Comte de Dannemoine
                  4. Antoine, * 1703, Abt von Saint-Rigaud

                2. Jean-Baptiste, † 14. März 1728, Baron de Dannemoine,
                3. 3 Söhne, Malteserordensritter
                4. Françoise-Virginie ; ⚭ 6. Juni 1674 Pierre Boucher Baron de Flogny, † 17. Juni 1699.

              6. Isabelle ; ⚭ I Jacques de Beauvau Marquis du Rivau ; ⚭ II Charles Seigneur d'Apchon
              7. Madeleine *1608 † 1684, Äbtissin von Saint-Paul-les-Beauvais von 1665–1672
              8. Marie Nonne
              9. Catherine

          3. Anne ; ⚭ 1. Oktober 1561 Jean Prince de Carigny, † 1595
          4. Diane ; ⚭ Floris d'Agoult Comte de Montlaut
          5. Charlotte ; ⚭ I Claude d'Amoncourt Seigneur de Montigny ; ⚭ II Jean d'O Seigneur de Manou ; ⚭ III Gabriel du Quesnel Seigneur de Coupigny
          6. Françoise ; ⚭ 28. August 1568 Jacques II. de Crussol Duc d’Uzès, † 1584 (Haus Crussol)

        2. Gabriel, Bischof von Gap 1540–1572
        3. Théodore-Jean, Bischof von Senez 1551
        4. Julien; ⚭ Claude de Rohan-Gié, Dame de Thoury Tochter von Charles de Rohan, Seigneur de Gié (Haus Rohan), Mätresse des Königs Franz I. – Nachkommen siehe unten
        5. Claude Seigneur de Marigny
        6. Laurent, X
        7. Françoise ; ⚭ 23. August 1516 Méraud Seigneur de La Baume-d’Hostun
        8. Louise, † 1596, Comtesse de Tonnerre ; ⚭ I François du Bellay Prince d'Yvetot ; ⚭ II 10. April 1556 Antoine de Crussol Duc d’Uzès, † 1573 (Haus Crussol)
        9. Catherine Äbtissin von Saint-Jean-les-Thouars
        10. Madeleine Äbtissin von Saint-Paul-les-Beauvais von 1556–1562
        11. Marguerite Äbtissin von Saint-Césaire d'Arles
        12. Gasparde Nonne
        13. Anne Nonne

      3. Antoine, Erzbischof von Vienne 21. März 1498 – 6. November 1507
      4. Claudine ; ⚭ Georges de Castellane Seigneur de Céreste
      5. Marguerite ; ⚭ Jean de Compeys Seigneur de Saconay
      6. Louise ; ⚭ Antoine Seigneur de Montchenu

    4. Claude Seigneur de Montoison, de Montmeyran et de Savignac ; ⚭ I 28. Januar 1541 Jeanne Tochter von Charles de Grolée Seigneur de Viriville ; ⚭ II Agnès Tochter von Matthieu Seigneur de Talaru – Nachkommen siehe unten
    5. Marguerite ; ⚭ Pierre Seigneur de Mecilhon
    6. Marguerite ; ⚭ Philibert de Grolée Seigneur d'Ilelins

  2. Jean,
  3. Antoine I Seigneur de Montoison ; ⚭ Jeanne de Claveson
    1. Marie Dame de Montoison ; ⚭ Humbert de Seyssel Seigneur d'Aix

  4. Charles Seigneur de Vausserre, d'Hautefort et de Saint-Beron ; ⚭ Louise de Salins Dame de Poupet
    1. Louis
    2. Jacques Seigneur de Vausserre et d'Hautefort ; ⚭ Jeanne Tochter von Charles II Seigneur de Saint-Vallier (Haus Poitiers-Valentinois)
      1. Charles
      2. Claude Seigneur de Vausserre et d'Hautefort ; ⚭ Claudine de Montbel.
        1. Philibert, † 1531, Seigneur de Vausserre et d'Hautefort ; ⚭ Jeanne de Montfalcon
          1. Sébastienne Dame de Vausserre ; ⚭ François de Grolée Seigneur de Viriville
          2. Claudine Dame d'Hautefort ; ⚭ Baltazar Seigneur de Dizimieu.

        2. Jeanne ; ⚭ Pierre de Varax Seigneur de Romans

      3. Marguerite ; ⚭ 1482 Jacques de Buffy Seigneur d'Eria.
      4. Charlotte ; ⚭ Humbert de Chalant Seigneur de Fénis

    3. Gabrielle
    4. Isabelle ; ⚭ NN Seigneur de Montconis

### Die Herzöge von Clermont-Tonnerre
1. Roger Marquis de Crusy, Baron de Villon ; ⚭ 1614 Gabrielle Tochter von Louis Seigneur de Pernes – Vorfahren siehe oben
  1. Charles-Henri, † 19. Februar 1689, Marquis de Crusy et de Vauvillars ; ⚭ 11. Juni 1679 Elisabeth Tochter von Pierre de Massol Seigneur de Colonge.
    1. Gaspard, * 16. August 1688, † 16. März 1781, Marquis und Juni 1775 Duc de Clermont-Tonnerre, Pair de France, 17. September 1747 Marschall von Frankreich ; ⚭ I 9. April 1714 Antoinette Tochter von Louis Potier, † 29. April 1754; ⚭II Marguerite Tochter von Paulin Pronde Seigneur de Guermantes, † 29. Juli 1756
      1. Jules Charles Henri, * 7. April 1720, † 26. Juli 1794, Duc de Clermont-Tonnerre, Pair de France, 1762 Generalleutnant ; ⚭ 4. Juni 1741 Marie Tochter von François Le Tonnelier Marquis de Fontenay-Trésigny.
        1. Charles Gaspard, * 30. Juli 1747, † 18. Februar 1794, Marquis de Clermont-Tonnerre et Comte d'Epinne ; ⚭ Louise Tochter von François Marquis de Civrac.
          1. Jules-Gaspard Aynard, * 9. August 1769, † 14. April 1837, Comte und 31. August 1817 Duc de Clermont-Tonnerre, Pair de France ; ⚭ I Oktober 1804 Marie-Charlotte Tochter von François de Bruc Marquis de Montplaisir, † August 1810 ; ⚭ II 3. Mai 1815 Jeanne Tochter von Jean de Sellon Seigneur d'Allaman.
          2. Aimery-Louis, * 1773, † 25. Januar 1787, Malteserordensritter

        2. Anne-Antoine, * 1. Januar 1749, Bischof von Châlons und Pair de France 14. Januar 1782–1. Juli 1820, dann Erzbischof von Toulouse 1. Juli 1820 – 21. Januar 1830, 2. Dezember 1822 Kardinal
        3. Gaspard-Paulin, * 23. August 1753, † 13. Juli 1842, Vicomte de Clermont-Tonnerre, 1814 Generalleutnant ; ⚭ 29. Januar 1779 Anne-Marie Tochter von Anne-Henri Bernard Seigneur de Boulainvilliers, * 1759, † 5. Februar 1781
          1. Aimé-Gaspard, * 28. November 1779, † 8. Januar 1865, Marquis, später Duc de Clermont-Tonnerre, 1823 römischer Fürst, 1815 Pair de France, 1822 Generalleutnant, 1824–1828 Kriegsminister ; ⚭ 8. Mai 1811 Charlotte Tochter von Jacques de Carvoisin Marquis d'Achy, * 1792, † 22. Oktober 1874
            1. Gaspard-Louis, * 1812, Duc de Clermont-Tonnerre ; ⚭ I 1841 Philiberte Tochter von Anne-Charles de Clermont Marquis de Montoison, † 1847 (siehe unten) ; ⚭ II 31. Januar 1857 Marie-Jeanne Tochter von Etienne Comte de Nettancourt – Nachkommen aus erster Ehe
            2. Jules, * 1814, † 8. Dezember 1849, römischer Fürst ; ⚭ 1842 Amélie Tochter von Louis Berton des Balbes Marquis de Crillon, † 1867
            3. Gaspard-Paulin, * 27. Oktober 1816, † 18. Juni 1849 ; ⚭ 28. Juni 1845 Armandine Tochter von Alexis Guignard Comte de Saint-Priest – Nachkommen
            4. Gabrielle-Julie, * 1820
            5. Aynard-Antoine, * 2. September 1827, † 1884, 1878 Brigadegeneral ; ⚭ 4. August 1856 Victoire Tochter von Louis Vicomte de La Tour-du-Pin-Chambly (Haus La Tour-du-Pin) – Nachkommen

          2. Anne-Julie, * 10. Januar 1781, † 19. Oktober 1847; ⚭ August 1802 Augustin du Bosc Marquis de Radepont

        4. Anne-Louis, * 12. März 1756, Malteserordensritter

      2. Madeleine-Louise, * 19. März 1722, † 29. Juli 1769 ; ⚭ 23. April 1743 François Comte de Busset, † 1793 (Bourbonen)
      3. Jean-Louis, * 30. August 1724, Abt von Luxeuil 1762–1790
      4. Joseph-François, * 11. Januar 1726, Marquis de Clermont-Tonerret et Seigneur d'Hamonville ; ⚭ I Marie de Lentilhac, † 29. September 1776 ; ⚭ II Marie-Louise Guilloteau, † 20. November 1845
        1. (I) Stanislas-Marie, * August 1761, X 10. August 1792, Comte de Clermont-Tonnerre et Seigneur d'Hamonville ; ⚭ 25. Februar 1782 Louise Tochter von Henri de Rosières Marquis de Sorans, † 1832.
          1. Céline-Louise, * 1. Januar 1783 ; ⚭ Alexandre Savary Comte de Lancosme

        2. (I) Stanislas-Christine, * Juli 1763, † 9. September 1834 ; ⚭ 28. Februar 1779 Antoine Le Compasseur Marquis de Courtivron.
        3. (II) Gaspard, * 1796
        4. (II) André-Aurore, * 20. Januar 1799, † 21. Januar 1878 ; ⚭ 1857 Marie Guyot – Nachkommen

    2. Charles-Henri, † 1704
    3. Marie ; ⚭ NN Le Compasseur Seigneur de Courtairon

  2. François, † 1670, Maltesersritter
  3. Roger, † 1670, Le Marquis de Clermont
  4. Louis-Claude, X 10. Juli 1690, Malteserritter
  5. Sébastien, Malteserordensritter
  6. Antoine-Benoît, Bischof von Fréjus 26. April 1676-August 1678
  7. Marie-Catherine ; ⚭ Pierre de La Tour
  8. Marie-Charlotte Nonne
  9. Gabrielle Nonne
  10. Madeleine-Scholastique
  11. Marie-Anne
  12. Charlotte

### Die Grafen von Thoury
1. Julien; ⚭ Claude de Rohan-Gié, Dame de Thoury, Tochter von Charles Seigneur de Gié (Haus Rohan), Mätresse des Königs Franz I. – Vorfahren siehe oben
  1. Gabriel Baron de Thoury; ⚭ 11. März 1575 Françoise, Tochter von Antoine de Noailles
    1. Jacques, Baron und 30. November 1629 Comte de Thoury, Baron de Courcelles, Seigneur de Rivery et du Val ; ⚭ 11. September 1611 Gabrielle Dame de Bertrangles, Tochter von Jean de Glizy, Seigneur de Bertrangles
      1. Charles, † 3. August 1671, Comte de Thoury, Seigneur de Bertrangles et de Rivery; ⚭ Catherine, Tochter von Claude de Senicourt, Seigneur de Fignières
        1. Louis Comte de Thoury ; ⚭ 4. März 1680 Marie-Madeleine, Tochter von Claude Le Boucher, Seigneur de Campeaux, † 15. Dezember 1709
          1. Louis-Joseph, † 1. September 1760, Comte de Thoury; ⚭ I 7. Februar 1717 Françoise, Tochter von Charles Comte de Lannoy; ⚭ II 13. Januar 1734 Virginie, Tochter von Artus Viart, Seigneur de Pimelles
            1. (I) Louise-Catherine, * 17. März 1719, ⚭ Charles Le Cocq, Comte de Humbeke
            2. (I) Charles-Louis, * 27. Dezember 1720, † 8. Februar 1791, Comte de Thoury, Seigneur de Bertangles; ⚭ 3. Januar 1750 Marie, Tochter von Henri de Lameth, Seigneur de Hennencourt.
              1. Charles-Louis, * 23. Dezember 1750, † 1803, Comte de Thoury; ⚭ 24. November 1777 Victoire, Tochter von François Marquis d'Estourmel
                1. Aynard, * 24. August 1778, † 21. August 1787
                2. Amédée-Marie, * 4. Oktober 1781, † 12. Februar 1859, Comte de Thoury; ⚭ 23. Januar 1804 Françoise, Tochter von Louis de Vassinhac Comte d'Imécourt, † 10. November 1854
                  1. Amédée-Charles, * 19. Juli 1807, Comte de Thoury; ⚭ 29. April 1834 Polyxène, Tochter von Adrien Comte de Wignacourt – Nachkommen
                  2. Amédée-Marie, * 11. Dezember 1809; ⚭ 11. Januar 1831 Alexandre Lallemant de Betz
                  3. Amédée-Gédéon, * 20. September 1814; ⚭ 3. Juli 1844 Louis Tochter von Adolphe Geoffroy du Rouret – Nachkommen
                  4. Amédée-Emmanuelle, * 7. Oktober 1816; ⚭ 5. Oktober 1841 Auguste Maillart de Landreville
                  5. Amédée-Louis, * 29. August 1819; ⚭ 9. November 1850 Laure Bégé – Nachkommen
                  6. Amédée-Marie, * 24. Oktober 1822; ⚭ 18. Februar 1846 Jean de Gestas de l'Esperioux
                  7. Amédée-Théodore, * 22. April 1824; ⚭ 25. April 1853 Marie, Tochter von Victor Rigaud, Vicomte de Vaudreuil

              2. Marie-Louise, * 7. Mai 1752; ⚭ Dominique de Waziers, Seigneur de Vertbois
              3. Louise-Thérèse * 19. August 1753, Nonne
              4. Charles-Louis, * 16. Dezember 1756, Kanoniker
              5. Alexandre-Louis, * 1760; ⚭ Dezember 1790 Sophie de Fontaine, * 1767, † 22. Dezember 1847 – Nachkommen

            3. (I) Louis-François, * 1722, Le Comte de Clermont; ⚭ 10. Januar 1761 Marie Le Fevbre
              1. Louis-François, * 21. Oktober 1761, † 9. November 1827, 1815 Generalleutnant; ⚭ 27. Mai 1784 Marie-Françoise, Tochter von Louis Froger, Seigneur de La Rigaudière.
                1. Louis, * 2. März 1788, † 15. April 1809

              2. Louise-Elisabeth, * 30. Mai 1764; ⚭ Jean-Baptiste Tillette, Chevalier de Mantort

            4. (I) Charlotte-Madeleine, * 1724; ⚭ Philippe Le Febvre, Marquis de Milly
            5. (II) Antoinette-Priscille, † 4. Februar 1780; ⚭ NN Vicomte de La Ferté-Meung

          2. Claude-Gabriel
          3. Marie-Angélique
          4. Marie-Gabrielle
          5. Louise-Thérèse Nonne
          6. Marguerite-Madeleine ; ⚭ NN Comte de Lannoy

        2. Joseph, † Mai 1724, Le Marquis de Thoury ; ⚭ Marie-Françoise, Tochter von Gabriel Baron de Courcelles (siehe oben)
          1. François-Henri
          2. Marie

        3. Marguerite Nonne
        4. Catherine Nonne

      2. Gabriel, Baron de Courcelles, Seigneur de Maupertuis; ⚭ 11. September 1645 Gabrielle, Tochter von Pierre de Runes, Seigneur de Bezieu.
        1. Charles Baron de Courcelles et Seigneur de Maupertuis; ⚭ I 5. Mai 1676 Marguerite, Tochter von Antoine de Matissart, Seigneur de Bains ; ⚭ II Marie, Tochter von Pierre de Ferrolles, Marquis d'Avoir.
          1. (I) Marie-Gabrielle, * 2. Februar 1678, Nonne
          2. (I) Marie-Marguerite

        2. Gabriel, Jesuit
        3. Jean-François, Benediktiner
        4. Charles-Antoine, † 1708
        5. Jean, Abt von Saint-Pierre
        6. Marie-Françoise; ⚭ Joseph de Clermont, † 1724 (siehe oben)

      3. Jean, Abt von Verteuil
      4. Gabrielle; ⚭ Léonard de Runes, Seigneur de Bezleu
      5. Madeleine, Nonne
      6. Louise, Nonne

    2. Charles, Abt von Saint-Ouen de Rouen
    3. Marie-Marguerite Dame de Vaux; ⚭ Françoise de Razilly, Seigneur d'Oiseau-Mesle

  2. Louise; ⚭ Anne de Pierrevive, Seigneur de Lésigny

### Die Marquis de Montoison
1. Claude Seigneur de Montoison, de Montmeyran et de Savignac ; ⚭ 28. Januar 1451 Jeanne Tochter von Charles de Grolée Seigneur de Viriville; ⚭ II Agnès Tochter von Matthieu Seigneur de Talaru – Vorfahren siehe oben
  1. (I) Philibert Le Brave Montoison, † 20. März 1510 ; ⚭ 21. Februar 1501 Marie Tochter von Louis Seigneur de Morainville.
  2. (I) Antoine I Baron de Montoison, Seigneur de Vaunavez et de La Rochebaudin ; ⚭ 6. Februar 1498 Catherine Tochter von Baudouin Adhémar Seigneur de Saint-Gervais.
    1. Claude Baron de Montoison ; ⚭ I 24. Juni 1527 Hélène Dame de Montrigaud Tochter von André de Saussenage Seigneur de Montrigaud ; ⚭ II 28. Januar 1551 Louise Tochter von Jean de Rouvroy Seigneur de Sandricourt.
      1. (II) Antoine II Baron de Montoison ; ⚭ 14. Oktober 1576 Marguerite Tochter von Bertrand de Simiane Seigneur de Gordes.
        1. Antoine III., † 16. Juli 1629, Baron de Montoison ; ⚭ 16. Januar 1609 Gasparde Tochter von Antoine Seigneur de La Baume-d’Hostun.
          1. Antoine-François Marquis de Montoison, Baron de La Rochebaudin ; ⚭ 18. Dezember 1643 Marguerite Tochter von Jean de La Boutière Seigneur de Chassaigne.
            1. Jean-Antoine
            2. Jean-Henri
            3. Louis-Rostain Marquis de Montoison ; ⚭ 7. Juni 1677 Angélique Tochter von Jean de La Croix Comte de Saint-Vallier.
              1. Jean-François, † 8. Juni 1741, Marquis de Montoison, Seigneur de Vaunavez, Baron de Chagny, Seigneur de Chassaigne ; ⚭ 15. November 1717 Catherine Tochter von Jean de Thesut Seigneur de Ragy, † 22. August 1734.
                1. Louis-Claude ; * 1722, † 1765, Marquis de Montoison, Baron de Chagny ; ⚭ I 7. Februar 1747 Alise Tochter von Philippe Comte de Clermont, † 1752 (siehe oben); ⚭ II 7. August 1755 Anne Tochter von Charles Marquis de Châteaumorand ; ⚭ III 7. April 1772 Françoise Tochter von Louis Damas Seigneur de Vellerot
                  1. (II) Jeanne-Marie, * 15. September 1757, † 12. März 1817 ; ⚭ 7. April 1772 Henri Bataille Comte de Mandelot
                  2. (II) Jeanne-Marie, † 19. Februar 1822 ; ⚭ 1777 Amable Marquis de La Guiche, † 1794 (Haus La Guiche)
                  3. (II) Charlotte-Marie ; ⚭ Etienne Marquis de Drée

                2. Claude-Louis, * 20. Mai 1731, Marquis de Montoison ; ⚭ 1786 Henriette Tochter von Charles du Tillet Seigneur de Villarceaux.
                  1. Louis-Henri, * 1771, † 10. Februar 1792
                  2. Anne-Charles, * 1773, † 1856, Marquis de Montoison ; ⚭ 1801 Louise Tochter von Joseph de Cléron Comte d’Haussonville, * 1773, † 2. April 1853
                    1. Philibert-Henri † 13. August 1811
                    2. Philiberte-Antoinette, * 1814, † 5. Dezember 1847 ; ⚭ Gaspard Duc de Clermont-Tonnerre (siehe oben)

                  3. Jules-Henri, * 5. Juni 1775

              2. Jean-Baptiste
              3. Laurent-François
              4. François
              5. Étienne, Malteserritter

            4. Laurence ; ⚭ 29. März 1667 Henri des Boiz Baron de Solignac
            5. Marie-Félice ; ⚭ 1674 Elzéar d'Antoine Seigneur de Saint-Pons

          2. Balthasar Seigneur de La Rochebaudin
          3. Jean-François Kanoniker
          4. Henriette Nonne
          5. Marthe Nonne

        2. Laurence ; ⚭ 12. Mai 1600 Pierre Marquis de La Chambre
        3. Anne ; ⚭ I 10. Juni 1606 Pierre de Grolée Baron de Châteauneuf ; ⚭ II Pierre de Duin Seigneur de La Val-d'Isère
        4. Diane Äbtissin von Vernaison
        5. Louise ; ⚭ 19. November 1603 Jean-Claude Alleman Baron d'Uriage
        6. Marguerite ; ⚭ Henri Gratet Baron de Castelnau

      2. (II) François-Antoine, X 31. Mai 1586, Baron de La Roche-Baudin ; ⚭ Louise Tochter von Sébastien de Moreton Seigneur de Chabrillan.
      3. (II) Louis
      4. (II) Marie
      5. (II) Catherine ; ⚭ 18. Dezember 1571 Jacques Budos Baron de Portes
      6. (II) Hélène
      7. (II) Laurence, † 24. September 1654 ; ⚭ I 18. Januar 1589 Jean Comte de Dizimieu ; ⚭ II 19. Juni 1601, geschieden, Henri I. de Montmorency, Duc de Montmorency, † 1614 (Haus Montmorency)

  3. (I) Marguerite ; ⚭ I 1743 Annequin Allemand ; ⚭ II NN de Bressieu Baron d'Embières
  4. (I) Meraude ; ⚭ Mathieu Seigneur de Talaru
  5. (II) Aynar, Abt von Saon
  6. (II) Charlotte; ⚭ 17. Februar 1478 Pierre de Claret Seigneur de Truchenu
  7. (II) Catherine ; ⚭ September 1497 Antoine de Lambert Seigneur de Nyon

## Weblink
- Das Haus Clermont-Tonnerre bei web.genealogies